# 진소리
진소리는 대한민국의 가수이다.

## 음반
- 2004년 오빠 오빠 사랑해
- 2015년 남자는 나빠
- 2015년 사랑 바람
- 2021년 인생 놀이터

## 수상
- 2015년 제1회 대한민국 예능인 올스타 신인상
- 2015년 자랑스러운 대한민국 문화대상 인기가수상
- 2016년 제22회 대한민국연예예술상 연예예술발전공로상